# Нове Сады (район Нитра)
Нове Сады (словац. Nové Sady; венг. Assakürt) — деревня в западной части Словакии района Нитра одноименного края.
Расположена в 15 км к северо-западу от административного центра края г. Нитры.
Население — 1263 человека (по состоянию на 31 декабря 2020).

## История
Впервые упоминается в документах в 1156 году. До 1918 года входила в состав Венгерского королевства, затем — Чехословакии, ныне — Словакия.

## Население
| Год:                | 1994 | 2004     | 2014    | 2024    |
| ------------------- | ---- | -------- | ------- | ------- |
| Количество человек: | 1992 | 1273     | 1294    | 1312    |
| Разница:            |      | −36,09 % | +1,64 % | +1,39 % |

## Достопримечательности
- Римско-католическая церковь 1909 года, построенная в стиле классицизма.
- Лютеранская церковь 1786 года.
- Руины замка XVII века.

## Известные уроженцы
- Кубичкова-Познерова, Яна (род.1945) — гимнастка, участница Летних Олимпийских игр 1968.